# لیک ویو (آلاباما)
لیک ویو (به انگلیسی: Lake View) شهری در شهرستان تاسکالوسا ایالت آلاباما است که مساحت آن ۴٫۷۴ کیلومتر مربع است و در سرشماری سال ۲۰۱۰ میلادی، ۱٬۹۴۳ نفر جمعیت داشته و تراکم جمعیتی آن، ۴۰۹٫۹۲ نفر در هر کیلومتر مربع بوده است.